# Rainer Benecke
Rainer Benecke (* 8. Februar 1952 in Hamburg) ist ein deutscher Politiker (Die Linke).
Rainer Benecke ist in Hamburg aufgewachsen. Nach dem Abitur absolvierte er eine Ausbildung zum Buchhändler. Nach seinen eigenen Worten hat ihn die 68er-Bewegung entscheidend geprägt. 1972 wurde er Mitglied in der DKP. 1988 trat er aus dieser Partei aus und arbeitete danach unter anderem im Wahlkampf für die PDS. Später schloss er sich der Partei Die Linke an und wurde 2014 zu einem der beiden Landessprecher in Hamburg gewählt, wobei er jedoch nur 39,3 % der Stimmen erhielt. Seine Wiederwahl erfolgte dann 2016 mit 80,2 %. 
Im März 2015 kritisierte er den Umgang der Hamburger Bürgerschaftsfraktion mit der Spitzenkandidatin Dora Heyenn, die nach ihrer Abwahl als Fraktionsvorsitzende Ende November 2015 die Partei verließ und zum 1. Januar 2018 sich der SPD anschloss.
Bei der Aufstellung der Landesliste für die Bundestagswahl 2017 unterlag Benecke mit 17 Stimmen gegen De Masi im ersten Wahlgang, der 50 von 98 abgegebenen Stimmen erhielt. Die andere Hamburger Parteivorsitzende, Żaklin Nastić, erhielt 27 Stimmen. Die beiden unterlegenen Bewerber fochten das Ergebnis jedoch an, da zwei nicht stimmberechtigte Delegierte an der Wahl teilgenommen hatten.
Im Vorfeld des G20-Gipfel in Hamburg 2017 legt er seine Kritik an dieser Veranstaltung und am Umgang mit den Protesten ausführlich dar: „Die Gegner sehen in der G20 eine nicht legitimierte, nicht repräsentative, intransparente, neoliberale und undemokratische Vereinigung, die sich anmaßt, weltpolitische Probleme ausschließlich nach ihren Interessen zu regeln und die meisten Länder außen vor lässt.“ Er bemängelte „allgemeine und unverbindliche Absichtserklärungen“ dieser und der vorangegangenen Konferenzen. Weiter betonte er: „DIE LINKE war die einzige Partei in Hamburg, die Senat und Bürgerschaft aufgefordert hat, diesen Gipfel nicht in Hamburg - inmitten einer Millionenstadt - stattfinden zu lassen. Das ist verantwortungslos, so sagten wir.“
Im November 2017 gab er das Amt als Landessprecher in Hamburg auf und ist seitdem Leiter für Öffentlichkeitsarbeit bei der Fraktion DIE LINKE im Thüringer Landtag. Benecke ist außerdem Mitglied im 19-köpfigen Beirat der Hamburger Rosa-Luxemburg-Stiftung.